# Scaphocalanus echinatus
Scaphocalanus echinatus is een eenoogkreeftjessoort uit de familie van de Scolecitrichidae. De wetenschappelijke naam van de soort is voor het eerst geldig gepubliceerd in 1905 door Farran.